# Бюргерзаль (Мюнхен)
Бюргерзаль (недоступная ссылка) (Бюргерзалькирхе; нем. Bürgersaal in München, неофициально нем. Bürgersaalkirche) — римско-католическая церковь в историческом центре города Мюнхен (федеральная земля Бавария), на улице Нойхаузер-штрассе (Neuhauser Straße); была построена в 1709—1710 годах как зал собраний для иезуитской конгрегации Marianische Kongregation — в 1778 году гражданский зал стал молельным помещением.

## История и описание
После того, как старый зал для собрания стал слишком маленьким, члены иезуитской конгрегации «Mariä Verkündigung» решили построить новый. Поскольку он изначально не предназначался для проведения церковных служб, было принято решение разместить его на улице Зальцштрассе — в непосредственной близости от иезуитского монастыря Святого Михаила, в гимназии которого была основана сама конгрегация. Строительство финансировалось из частных источников: деньги собирались среди членов конгрегацией. В 1709—1710 годах, во время правления в Баварии императорской администрации (Kaiserliche Administration in Bayern), местный архитектор Иоганн Георг Эттенхофер (Johann Georg Ettenhofer, 1668—1741) руководил строительством здания в качестве главного мастера; само здание возводилось по проекту придворного архитектора Джованни Антонио Вискарди (Giovanni Antonio Viscardi). С 1778 года гражданский зал стал использоваться как молельное помещение.
Во время Второй мировой войны, в результате воздушных налетов 1944 года, Бюргерзаль был практически полностью разрушен: исключением стали внешние стены и главный фасад. Церковь стала первой из восстановленных мюнхенских церквей — была восстановлена уже в 1945—1946 годах. Только потолочная фреска «Mariae Himmelfahrt», созданная Мартином Кноллерем в 1773—1774 годах, не была реконструирована. Рядом с алтарём «нижней» части церкви находится могила иезуита и борца антинацистского сопротивления, священника Руперта Майера, который 3 мая 1987 года был причислен к лику блаженных папой римским Иоанном Павлом II. В нескольких комнатах за нижней церковью находится небольшой музей, посвящённый как истории общины «Mariä Verkündigung», так и жизни отца Майера.